# Мелісса (комп'ютерний вірус)
Ві́рус Мелісса, (також відомий як Mailissa, Simpsons, Kwjjibo або Kwejeebo), — це назва макровіруса електронної пошти на комп'ютері. Оскільки це не окрема програма, це не комп'ютерний хробак.

## Історія
Вперше вірус Мелісса з'явився 26 березня 1999 року, коли він перехитрив системи електронної пошти в Інтернеті, які блокували заражені електронні листи. Електронні листи були розповсюджені за допомогою вірусу. Мелісса вперше була розповсюджена в комп'ютерній мережі Usenet. Вірус опинився всередині файлу з назвою List.DOC, в якому містилися паролі, які дозволяли доступ до 80 порнографічних вебсайтів. Оригінальний вірус був надісланий багатьом людям.

## Девід Сміт
Вірус Мелісса був створений й запущений в світ 26 березня 1999 року 31-річним колишнім програмістом Девідом Л. Смітом (англ. David L. Smith) з містечка Абердин, що знаходиться в американському штаті Нью-Джерсі. Сміт назвав свій вірус в честь стриптизерки, виступ котрої в чоловічому клубі міста Маямі штату Флорида йому сподобався. 1 квітня Девід Сміт був схоплений та заарештований в рідному Абердині. Арешт Девіда був результатом спільних зусиль із залученням (серед іншого) Федерального бюро розслідувань, Державної поліції штату Нью-Джерсі, компанії Monmouth Internet та шведських вчених в галузі  комп'ютерних наук. Девід Сміт був звинувачений у створенні та розповсюдженні комп'ютерного вірусу, котрий в кінці березня 1999 року пронісся по системам електонної пошти тисяч різних комп'ютерів та вивів з ладу поштові сервери по всьому світу. 10 грудня 1999 року Сміт визнав себе винним у випуску вірусу та був засуджений до 20 місяців перебування у федеральній в'язниці й отримав штраф у розмірі 5 тисяч доларів США.

## Запуск та принцип дії
Скориставшись чужим ніком «Skyroket» та вкраденим паролем до нього, Девід Сміт зайшов в електронну дошку оголошень America Online та в одній з груп новин під назвою англ. alt.sex newsgroup створив файл в zip форматі під назвою list.zip, в котрого, разом зі списком вебсайтів для дорослих та паролями до них, додав і створений ним вірус. Завантажуючи zip-архів на свій комп'ютер, користувачі одночасно завантажували й вірус Мелісса. При відкритті файлу вірус запускався й відправляв електронні листи на адреси із книги контактів користувача комп'ютера. Адресатам приходив лист з повідомленням виду: «Ой подивись, який цікавий файл». Оскільки такий лист поступав зі знайомої адреси, то нерідко відкривався отримувачем, знову активувався вірус і розсилав подібні повідомлення далі, використовуючи адреси із книги контактів отримувача.

## Наслідки
Вірус Мелісса сам по собі не запускався (його запускали користувачі, відкриваючи заражений файл) та не псував комп'ютер користувача. Але масове відправлення великої кількості розсилок поштових повідомлень з багатьох комп'ютерів створила дуже серйозне навантаження на корпоративні поштові сервери. В кінці 90-х років 20-го століття американські компанії вже активно використовували електронну пошту як основний засіб документообігу. Вірус Мелісса суттєво сповільнював роботу поштових серверів, а в окремих компаніях вірус навіть спричинився до відмови всіх поштових систем. Таким чином, внаслідок мережевої епідемії, викликаної вірусом Мелісса, документообіг цих компаній було заблоковано, а їх діяльність — паралізовано.
За оцінкою, зробленою під час суду над Девідом Смітом, в березні 1999 року вірус Мелісса завдав шкоди на суму приблизно в 80 мільйонів доларів США. При розрахунку шкоди враховувалась кількість людино-годин, витрачених на відновлення захисту комп'ютерів, відновлення комп'ютерних мереж, продуктивності праці персоналу та на комп'ютерних ресурсах, задіяних в боротьбі з руйнівними наслідками вірусу. А сам Девід Сміт під час суду над ним зробив наступну заяву:
|  | Я не очікував і не передбачав такого масштабу руйнувань, який мав місце. |

## Характеристики вірусу
Вірус Мелісса може бути розповсюджений за допомогою Microsoft Word 97 та Microsoft Word 2000, а також Microsoft Excel 97, 2000 та 2003. Він може надсилати масові повідомлення електронною поштою з Microsoft Outlook 97 або Outlook 98. Якщо документ Word містить вірус, чи завантажується та відкривається LIST.DOC або інший заражений файл, то потім виконується макрос у документі та намагається самостійно надсилати масові електронні листи. Коли макрос надсилає масові електронні листи, він збирає перші 50 записів зі списку контактів та надсилає себе на електронні адреси цих записів.

### Melissa.V
Melissa.V є ще одним варіантом оригінального вірусу Мелісса і схожим на Melissa.U. Він використовує Microsoft Outlook і намагається відправити себе лише першим 40 адресатам з Outlook. Предметом зараженого електронного листа є: «Мої фотографії (<username>»), де <username> — це імена, яким надсилається копія Microsoft Word.

### Melissa.AO
Електронні листи цього варіанту містять наступне повідомлення:
```
Subject: Extremely URGENT: To All E-Mail User - <19.12.99>
Attachment: <Infected Active Document>
Body: This announcement is for all E-MAIL user. Please take note
that our E-Mail Server will down and we recommended you to read
the document which attached with this E-Mail.
```

(Тема: надзвичайно ВАЖЛИВО: Для всіх користувачів електронної пошти - <19.12.99>

Додаток: <Заражений активний документ>

Головна частина: Це оголошення для всіх користувачів електронної пошти. Будь ласка, зверніть увагу

що наш сервер електронної пошти буде знищено, і ми рекомендуємо вам прочитати

документ, що доданий до цього електронного листа.)
Melissa.AO з'являється о 10:00 10-го числа кожного місяця. Дійсне навантаження складається з вірусу, який вставляє в документ наступний рядок: англ. «Worm! Let's We Enjoy.» («Хробак! Давайте насолоджуватися.»).

## Melissa у мистецтві
- У 2011 році український медіа-художник Степан Рябченко візуалізував віртуальну сутність комп'ютерного вірусу Melissa, надавши йому форму і образ[6].